# Laccornis oblongus
Laccornis oblongus is een keversoort uit de familie waterroofkevers (Dytiscidae). De wetenschappelijke naam van de soort is voor het eerst geldig gepubliceerd in 1835 door Stephens.
De soort komt voor van Noord- en Centraal-Europa tot Siberië.